# Знаменка (Морозовский район)
Зна́менка — посёлок в Морозовском районе Ростовской области.
Административный центр Знаменского сельского поселения.

## География
Посёлок расположен в верховьях реки Кумшак (приток Дона).

### Улицы
| - ул. Безменова, - ул. Дружбы, - ул. Зелёная, - ул. Ленина, - ул. Мира, - ул. Молодёжная, | - ул. Новостроек, - ул. Садовая, - ул. Сиреневая, - ул. Степная, - ул. Школьная. |

## История
В 1962 году указом Президиума Верховного Совета РСФСР посёлок зерносовхоза имени Сталина переименован в Знаменка.

## Население
| 2010 |
| ---- |
| 839  |

### Известные люди
В посёлке похоронен Безменов, Василий Иванович — Герой Советского Союза.
В посёлке рос и учился ютубер Антон Чейз